# Gypsophila oldhamiana
Gypsophila oldhamiana là loài thực vật có hoa thuộc họ Cẩm chướng. Loài này được Miq. mô tả khoa học đầu tiên năm 1867.